# Archidiócesis de Zaragoza
La archidiócesis de Zaragoza (en latín: Archidioecesis Caesaraugustana) es una circunscripción eclesiástica de la Iglesia católica en España. Se trata de una archidiócesis latina, sede metropolitana de la provincia eclesiástica de Zaragoza. Desde el 6 de octubre de 2020 su arzobispo es Carlos Manuel Escribano Subías.

## Territorio y organización

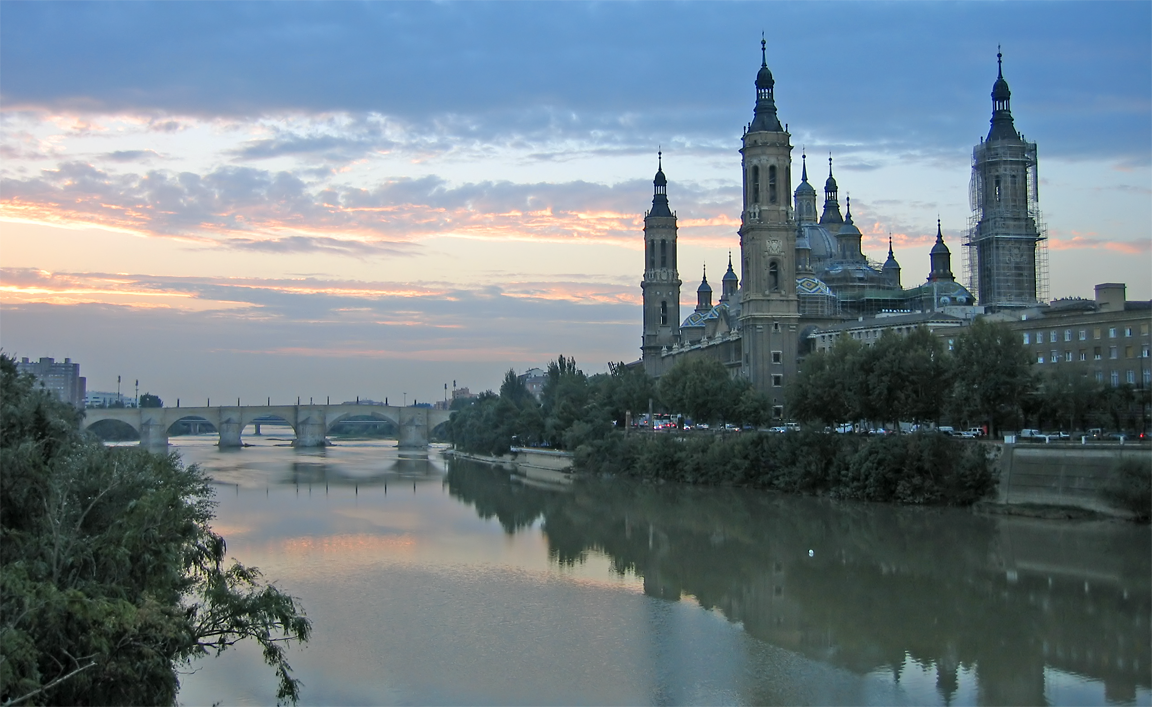
Concatedral basílica de Nuestra Señora del Pilar, en Zaragoza

La archidiócesis tiene 13 309 km² y extiende su jurisdicción sobre los fieles católicos de rito latino residentes en parte de la comunidad autónoma de Aragón, comprendiendo la provincia de Zaragoza, excepto la parte occidental, que pertenece a la diócesis de Tarazona y una pequeña porción de la parte norte, que pertenece a la diócesis de Jaca. La archidiócesis comprende también una parte de la provincia de Teruel.

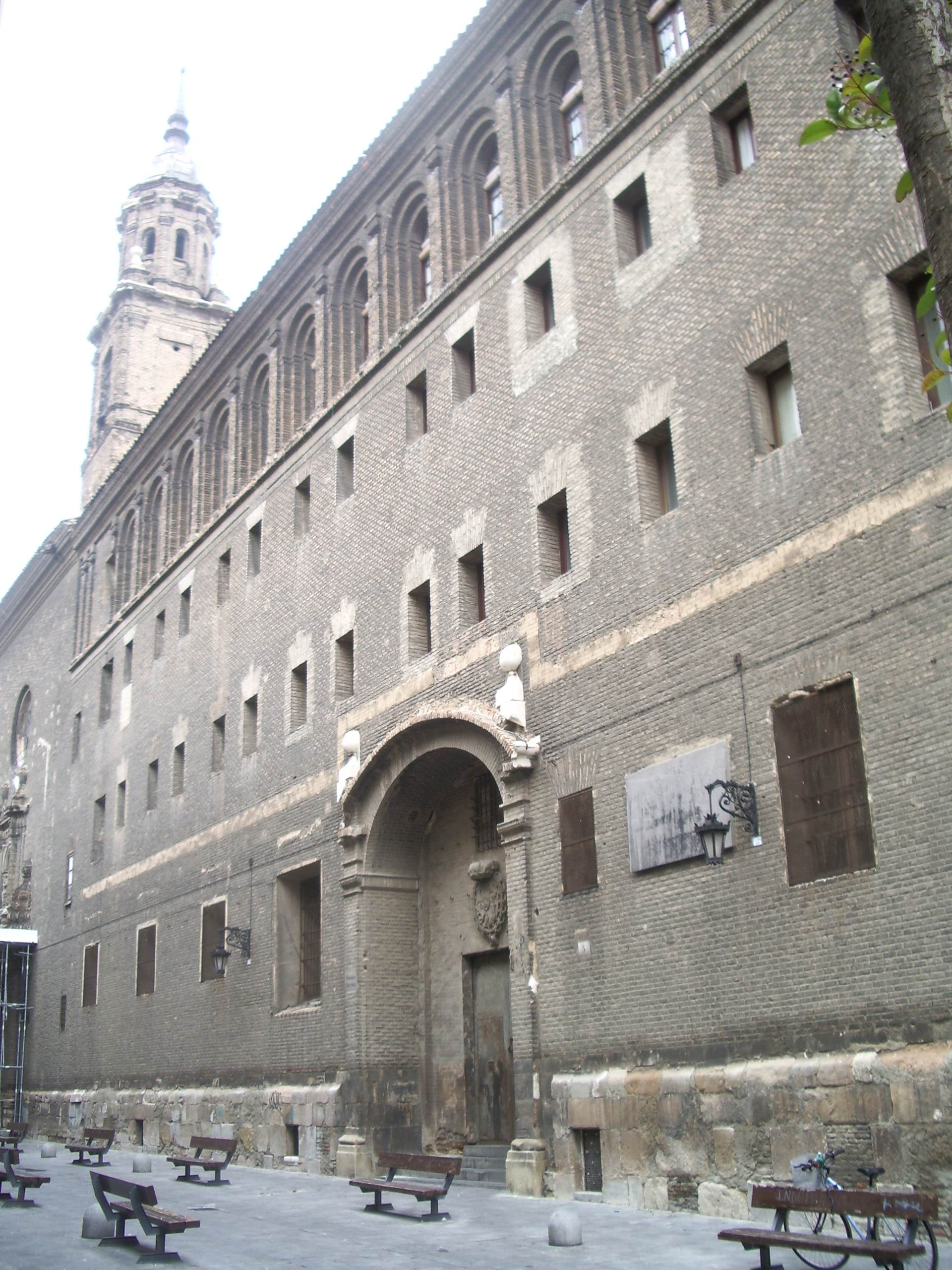
Real Seminario de San Carlos Borromeo, en Zaragoza

La sede de la archidiócesis se encuentra en la ciudad de Zaragoza, en donde se halla la Catedral del Salvador, la Catedral basílica de Nuestra Señora del Pilar y la basílica menor de Santa Engracia.

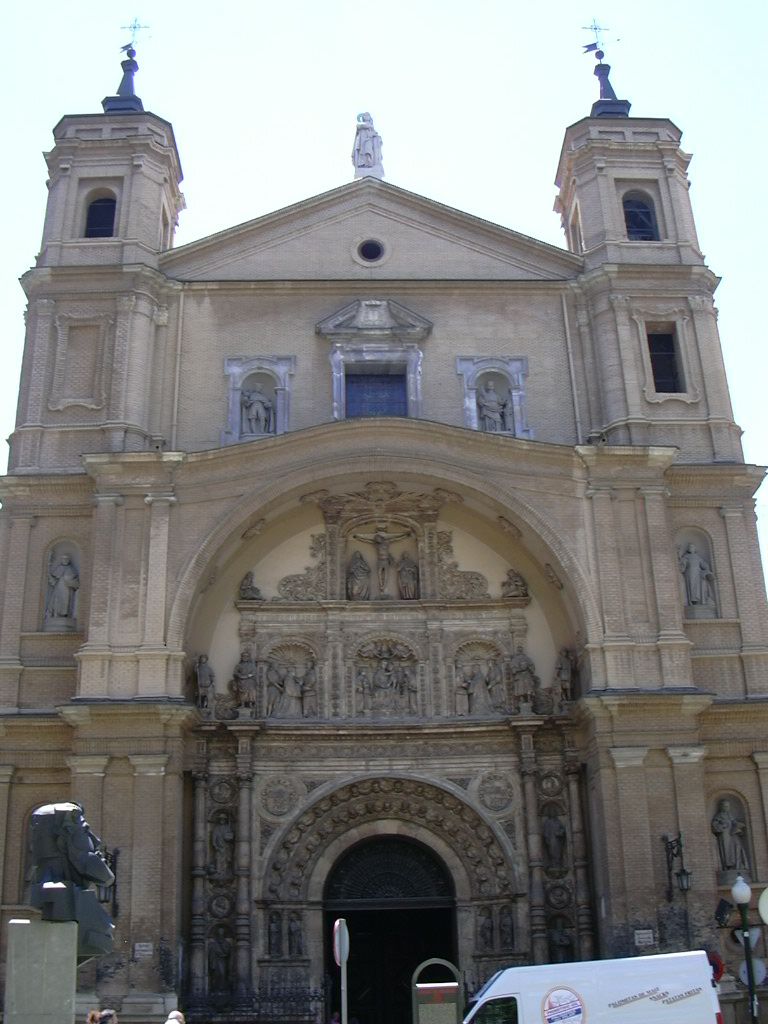
Basílica de Santa Engracia, en Zaragoza

La arquidiócesis tiene como sufragáneas a las diócesis de: Barbastro-Monzón, Huesca, Tarazona y Teruel y Albarracín.
En 2020 en la archidiócesis existían 276 parroquias agrupadas en 25 arciprestazgos y estos en 7 vicariatos.
| Provincia eclesiástica de Zaragoza | Provincia eclesiástica de Zaragoza | Provincia eclesiástica de Zaragoza |
| Catedral                           | Advocación                         | Diócesis                           |
| ---------------------------------- | ---------------------------------- | ---------------------------------- |
| Catedral de Zaragoza               | El Salvador                        | Zaragoza                           |
| Catedral de Albarracín             | El Salvador                        | Teruel y Albarracín                |
| Catedral de Barbastro              | Asunción de María                  | Barbastro-Monzón                   |
| Catedral de Huesca                 | Virgen María                       | Huesca                             |
| Catedral de Monzón                 | Virgen María                       | Barbastro-Monzón                   |
| Catedral de Tarazona               | Virgen de la Huerta                | Tarazona                           |
| Catedral de Teruel                 | Virgen María                       | Teruel y Albarracín                |
| Catedral de Ntra. Sra. del Pilar   | Virgen del Pilar                   | (Título honorífico)                |

## Historia

### Época romana (siglosIalV)
La diócesis es una de las más antiguas de España, puesto que según la tradición su origen se remonta a la llegada del apóstol Santiago, hecho que no se había puesto en duda hasta los escritos de Caesar Baronius, que influido por una historia fabulosa de García de Loaisa, la puso en duda. El papa Urbano VIII ordenó que la antigua historia sobre el asunto fuera reintroducida en el Breviario.
Estrechamente ligada a la tradición de la fundación de la Iglesia de Zaragoza por Santiago están la historia de Nuestra Señora del Pilar y los santos Atanasio y Teodoro, discípulos de Santiago, que se cree que fueron los primeros obispos de Zaragoza.
Hacia el año 256, aparece como obispo Félix Caesaraugustanus, defendiendo la verdadera disciplina en el caso de Basílides y Marcial, obispos respectivamente de las diócesis de Astorga y Mérida.
Valero, que asistió al Concilio de Elvira, fue obispo de 290 a 315 y, junto con su discípulo y diácono Vicente, sufrieron el martirio durante la persecución de Daciano. Vicente fue llevado a Valencia, en donde sufrió un largo y terrible martirio. Valero fue exiliado a un lugar llamado Enate, cerca de Barbastro, donde murió. Sus reliquias fueron trasladadas inicialmente a Roda de Isábena, pero el brazo y la cabeza fueron trasladados a Zaragoza tras la reconquista de la ciudad.
Se cree que hubo mártires en anteriores persecuciones en Zaragoza, tal como lo parece indicar Prudencio; pero no existen noticias claras anteriores a Valero, cuando también se menciona a santa Engracia y los Santos Innumerables. Se cuenta que Daciano, para identificar y eliminar a los fieles de Zaragoza, ordenó que se prometiera libertad de culto con la condición de que todos saliesen de la ciudad en un momento determinado y por una puerta designada. Los que pasaban por la puerta eran asesinados a espada y sus cuerpos quemados. Sus cenizas fueron mezcladas con las de criminales, de forma que no pudieran venerarse. Pero una lluvia separó las cenizas, juntando las de los mártires en masas blancas, que son las conocidas como Santas Masas. Las Santas Masas fueron depositadas en la cripta de la iglesia de Santa Engracia, donde aún se conservan.
Antes de la invasión musulmana, se realizaron tres concilios de nivel nacional en Zaragoza. El Primer Concilio de Zaragoza se realizó en el 380 durante el obispado de Valerio II. Este concilio, anterior a los concilios de Toledo, trató sobre la erradicación del priscilianismo.

### Período visigodo (siglosValVII)
En 542, durante el asedio de los francos, los zaragozanos entregaron una parte de la estola teñida de sangre de san Vicente como precio por la retirada de las tropas.
De 592 a 619 el obispo fue Máximo, que asistió a los concilios de Barcelona y de Egara. Durante su episcopado se realizó en 592 el Segundo Concilio de Zaragoza contra el arrianismo. El nombre de Máximo en conjunto con el del monje Marco han sido empleados para formar Marco Máximo, el apócrifo heredero de Flavio Dextro.
La sede de Zaragoza fue ocupada durante la época visigoda por dos obispos ilustres: Braulio (631-651), que asistió al Cuarto, Quinto y Sexto Concilio de Toledo; y Tajón (651-664), famoso por sus escritos y por haber descubierto en Roma la tercera parte de las «Morales» de san Gregorio Magno.
El Tercer Concilio de Zaragoza fue realizado en 691 bajo el obispo Valderedo. En él se decidió que las reinas, si enviudaban, debían retirarse a un monasterio para su seguridad y para mantener el decoro.

### Período islámico (714-1118)
Durante la ocupación islámica el culto católico no desapareció de la ciudad; las iglesias de la Virgen y de Santa Engracia se mantuvieron, mientras que la catedral fue convertida en mezquita.
De los obispos de esa época se conservan los nombres de Senior, que visitó a Eulogio en Córdoba (849), y el de Eleca, que en 890 fue expulsado por los musulmanes y se refugió en Oviedo. Paternus fue enviado por el rey Sancho Garcés III de Navarra a Cluny, para introducir la reforma cluniaciense en España, en los monasterios de San Juan de la Peña y San Salvador de Leyre, y más tarde fue nombrado obispo de Zaragoza (1040-1077).

### Período cristiano (1118-1318)
El rey Alfonso I el Batallador de Aragón liberó la ciudad el 18 de diciembre de 1118 y nombró obispo Pedro de Librana, cuyo nombramiento fue confirmado por el papa Gelasio II. López, en su Historia de Zaragoza, dice que Pedro de Librana primero tuvo su sede en la iglesia del Pilar y el 6 de enero de 1119 purificó la gran mezquita, que dedicó al Salvador, para convertirla en sede de su cátedra. De ahí la controversia que comenzó en 1135, durante el obispado de García Guerra de Majones, entre los canónigos del Pilar y de la Seo por la titularidad de la catedral.

### Archidiócesis de Zaragoza (1318-presente)
El 14 de junio de 1318 la sede de Zaragoza, hasta entonces sufragánea de la archidiócesis de Tarragona, fue elevada al rango de archidiócesis metropolitana con la bula Romanus Pontifex del papa Juan XXII, siendo obispo Pedro López de Luna. Inicialmente contó con cinco diócesis sufragáneas: Huesca, 
Tarazona, Pamplona, 
Calahorra y Segorbe-Albarracín, aprovechándose la ocasión para resolver el litigio entre los metropolitanos de Toledo y Tarragona sobre esta última.
En las disputas que siguieron a la muerte del rey Martín I de Aragón, el arzobispo García Fernández de Heredia (1383-1411) fue asesinado en 1411 por Antonio de Luna, partidario del conde Jaime II de Urgel.
Durante más de un siglo (1458-1577) la sede archiepiscopal fue prerrogativa de los príncipes de sangre real:
- 1458-1475: Juan de Aragón, hijo natural del rey Juan II de Aragón;
- 1478-1520: Alonso de Aragón (o Alfonso de Aragón), hijo ilegítimo de Fernando el Católico, también arzobispo de la archidiócesis de Valencia entre 1512-1520;
- 1520-1530: Juan de Aragón, hijo del anterior.
- 1539-1577: Hernando de Aragón, hermano del anterior e hijo de Alonso de Aragón. Previamente había sido comendador mayor de Alcañiz, abad del monasterio cisterciense de Veruela.

El 15 de septiembre de 1485, Pedro de Arbués, canónigo de la catedral de Zaragoza e inquisidor mayor de Aragón, fue atacado y asesinado en la catedral posiblemente por conversos. En respuesta al asesinato, cientos de conversos fueron arrestados y entre cien y doscientos fueron ajusticiados, incluyendo los asaltantes. Posteriormente Pedro de Arbués fue beatificado y canonizado.
El 31 de julio de 1577 la diócesis cedió una parte de su territorio para la erección de la diócesis de Teruel (hoy diócesis de Teruel y Albarracín). La erección fue confirmada por el papa Sixto V el 5 de octubre de 1587 con la bula In supereminenti.
Zaragoza tenía dos seminarios: el de los Santos Valero y Braulio, fundado por el arzobispo Agustín de Lezo y Palomeque en 1788, fue destruido por una explosión y reconstruido en 1824 por el arzobispo Bernardo Francés Caballero; el de San Carlos Borromeo, antiguamente un colegio de jesuitas, se convirtió en seminario por decisión del rey Carlos III.
En el siglo XIX la archidiócesis sufrió graves consecuencias por la guerra de la Independencia Española y las guerras carlistas.
Durante la década de 1920-1930, la archidiócesis vivió una época de profundos cambios, provocados por varios factores: el asesinato de su arzobispo, el cardenal Soldevila (1923) que originó una sede vacante durante dos años, hasta la llegada del arzobispo Domenech Valls (1925); el establecimiento de numerosas comunidades religiosas y un incipiente laicado que, al final de la década se organizará en torno a la Acción Católica.
El 2 de septiembre de 1955, en virtud del decreto Initis inter de la Congregación Consistorial, se revisaron los límites de la archidiócesis para hacerlos coincidir con los de la provincia civil, en aplicación del concordato entre la Santa Sede y el Gobierno español de 1953. La archidiócesis de Zaragoza perdió buena parte de su territorio debido al traslado de 7 arciprestazgos a la diócesis de Teruel y otros 2 a la diócesis de Tarazona, y al traslado de 10 parroquias a las diócesis de Jaca, Pamplona, Tarazona y Tortosa. Adquirió sólo 7 parroquias de las diócesis de Huesca, Lérida y Tortosa. Estas decisiones resolvieron la anomalía centenaria que representaba la iglesia de Santa Engracia, que aunque situada en el centro de Zaragoza, hasta entonces pertenecía a la diócesis de Huesca.
El 1 de septiembre de 2006 se aprobó la nueva división de la archidiócesis en vicariatos y arciprestazgos.

## Estadísticas
Según el Anuario Pontificio 2021 la arquidiócesis tenía a fines de 2020 un total de 892 936 fieles bautizados.
| Año                                                                             | Población            | Población | Población      | Sacerdotes | Sacerdotes    | Sacerdotes    | Bautizados por sacerdote | Diáconos permanentes | Religiosos | Religiosos | Parroquias |
| Año                                                                             | Bautizados católicos | Total     | % de católicos | Total      | Clero secular | Clero regular | Bautizados por sacerdote | Diáconos permanentes | Varones    | Mujeres    | Parroquias |
| ------------------------------------------------------------------------------- | -------------------- | --------- | -------------- | ---------- | ------------- | ------------- | ------------------------ | -------------------- | ---------- | ---------- | ---------- |
| 1950                                                                            | 570 000              | 570 000   | 100.0          | 679        | 418           | 261           | 839                      |                      | 624        | 1327       | 371        |
| 1969                                                                            | 615 228              | 616 428   | 99.8           | 797        | 437           | 360           | 771                      |                      | 552        | 2344       | 183        |
| 1980                                                                            | 847 512              | 864 427   | 98.0           | 841        | 466           | 375           | 1007                     |                      | 649        | 2020       | 276        |
| 1990                                                                            | 766 000              | 785 000   | 97.6           | 802        | 454           | 348           | 955                      |                      | 628        | 2199       | 278        |
| 1999                                                                            | 770 000              | 794 000   | 97.0           | 711        | 405           | 306           | 1082                     |                      | 527        | 1973       | 274        |
| 2000                                                                            | 770 000              | 794 000   | 97.0           | 701        | 409           | 292           | 1098                     |                      | 498        | 1973       | 275        |
| 2001                                                                            | 770 000              | 794 000   | 97.0           | 704        | 420           | 284           | 1093                     |                      | 491        | 1973       | 274        |
| 2002                                                                            | 770 000              | 794 000   | 97.0           | 698        | 418           | 280           | 1103                     |                      | 495        | 1844       | 274        |
| 2003                                                                            | 770 000              | 794 000   | 97.0           | 718        | 419           | 299           | 1072                     |                      | 516        | 1844       | 275        |
| 2004                                                                            | 770 000              | 794 000   | 97.0           | 703        | 414           | 289           | 1095                     |                      | 507        | 1844       | 272        |
| 2010                                                                            | 873 040              | 917 040   | 95.2           | 676        | 388           | 288           | 1291                     |                      | 386        | 1577       | 275        |
| 2014                                                                            | 900 213              | 936 403   | 96.1           | 597        | 373           | 224           | 1507                     |                      | 354        | 1431       | 277        |
| 2017                                                                            | 876 176              | 910 176   | 96.3           | 544        | 344           | 200           | 1610                     |                      | 308        | 1335       | 277        |
| 2020                                                                            | 892 936              | 926 936   | 96.3           | 513        | 318           | 195           | 1740                     | 3                    | 281        | 1235       | 276        |
| Fuente: Catholic-Hierarchy, que a su vez toma los datos del Anuario Pontificio. |                      |           |                |            |               |               |                          |                      |            |            |            |

Según cifras oficiales, durante el curso 2017-2018, 21 seminaristas cursaban estudios en el Seminario Mayor diocesano.